# Église Saint-Malo d'Yvignac-la-Tour
Pour les articles homonymes, voir Église Saint-Malo.
L'église Saint-Malo est une église catholique située à Yvignac-la-Tour, en France.

## Localisation
L'église est située dans le département français des Côtes-d'Armor, sur la commune d'Yvignac-la-Tour.

## Historique
Selon Roger Grand, la première église aurait été bâtie au début du  siècle ainsi qu'en témoignent les motifs ornant les bases des piles de la nef. La nef n'aurait alors comporté que quatre travées, elle était longée par deux collatéraux étroits ouverts sur la nef par des arcades soutenues par des piliers carrés. Le chœur était séparé de la nef par un épais mur diaphragme supportant le clocher, l'église se terminait à l'est par un chevet droit. Fin XIe siècle ou début XIIe siècle, l'architecture est renforcée : façade épaissie, portail encastré, piliers de nef consolidés chacun par un pilastre et trois colonnes adossées à bases et chapiteaux sculptés, baies élargies. Les collatéraux auraient été prolongés vers le chœur à la même époque, au XIIe siècle pour le collatéral nord, au XIIIe siècle pour le collatéral sud.
L'église ne subit aucune modification durant cinq siècles. Au XVIIIe siècle, les murs extérieurs des collatéraux sont reconstruits au même endroit.
L'église est totalement remaniée au XIXe siècle, le clocher est construit entre 1868 et 1874 par M.Jollivet de Tressaint sur les plans de M. Ramard (coût 36000 Francs). Les bas-côtés, le chœur et le transept sont rebâtis selon les plans de M. Maignan de 1881 à 1884. Cette reconstruction fut difficile et fit l'objet d'un conflit entre le service des Monuments Historiques représentés par MM. Ruprich-Robert et Corroyer et l'abbé Anger de la cure d'Yvignac. À l'issue de ce conflit, les éléments les plus intéressants de l'édifice et en particulier les  quatre travées de la nef avec leurs chapiteaux romans ainsi que la partie centrale de la façade purent être conservés.
L'édifice est classé au titre des monuments historiques en 1889.

## Architecture
L'église daterait du XIe siècle ou XIIe siècle, de cette époque subsistent les arcades et chapiteaux de la nef ainsi que le portail occidental. Le chevet de la même époque a été détruit lors de la reconstruction de l'église au XIXe siècle. Les arcades et collatéral nord du chœur (XIIe siècle) ont également disparu, idem pour le collatéral sud du chœur (XIIIe siècle). La sacristie et  les longères des collatéraux nord et sud de la nef  (XVIIIe siècle) ont subi le même sort.

Ancien plan de l'église en 1879 avec les différentes époques de construction (ne subsistent que le portail occidental et les piliers et arcades de la nef des XIe siècle ou XIIe siècle).

### Extérieur
Le portail occidental en plein cintre dispose de trois voussures dont la première repose sur deux colonnettes comportant des chapiteaux sculptés d'époque romane.

### Intérieur
L'église en forme de croix latine comporte une nef de six travées avec bas-côtés, un transept et un chœur. La nef, couverte de charpente, ouvre sur les bas-côtés par des arcs de plein cintre à deux rouleaux soulignés d'une moulure qui retombent sur les piles complexes. Les piliers romans de la nef  (XIe siècle ou XIIe siècle) supportant les chapiteaux et les grandes arcades sont de section carrée, avec trois colonnes engagées et un pilastre, cette disposition est caractéristique de l'école normande.
Au dessus des chapiteaux côté nef, un deuxième chapiteau inversé (l'un d'eux est sculpté d'une figure féminine exhibant son sexe qui évoque les Sheilas-na-gig irlandaise) d'où partent des colonnes engagées qui s'achèvent au niveau des cintres par des chapiteaux portant les poutres.

Au dessus du sommet des grandes arcades court une moulure arrondie de même section que les colonnes engagées, surplombée des fenêtres hautes de plein cintre, aujourd'hui aveugles à la suite du rehaussement des bas-côtés. Cette animation murale complexe dénote une influence anglo-normande.

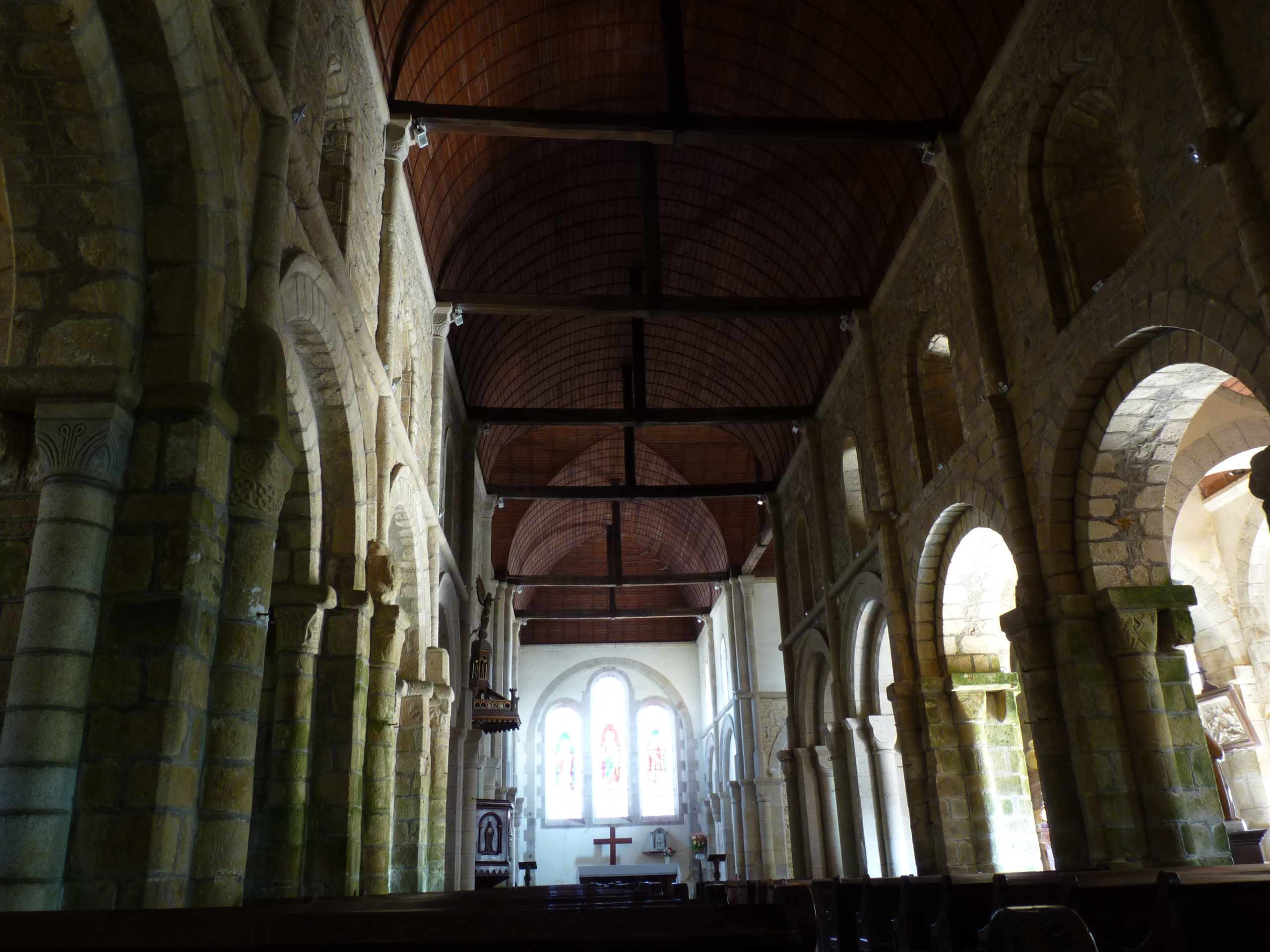
Nef
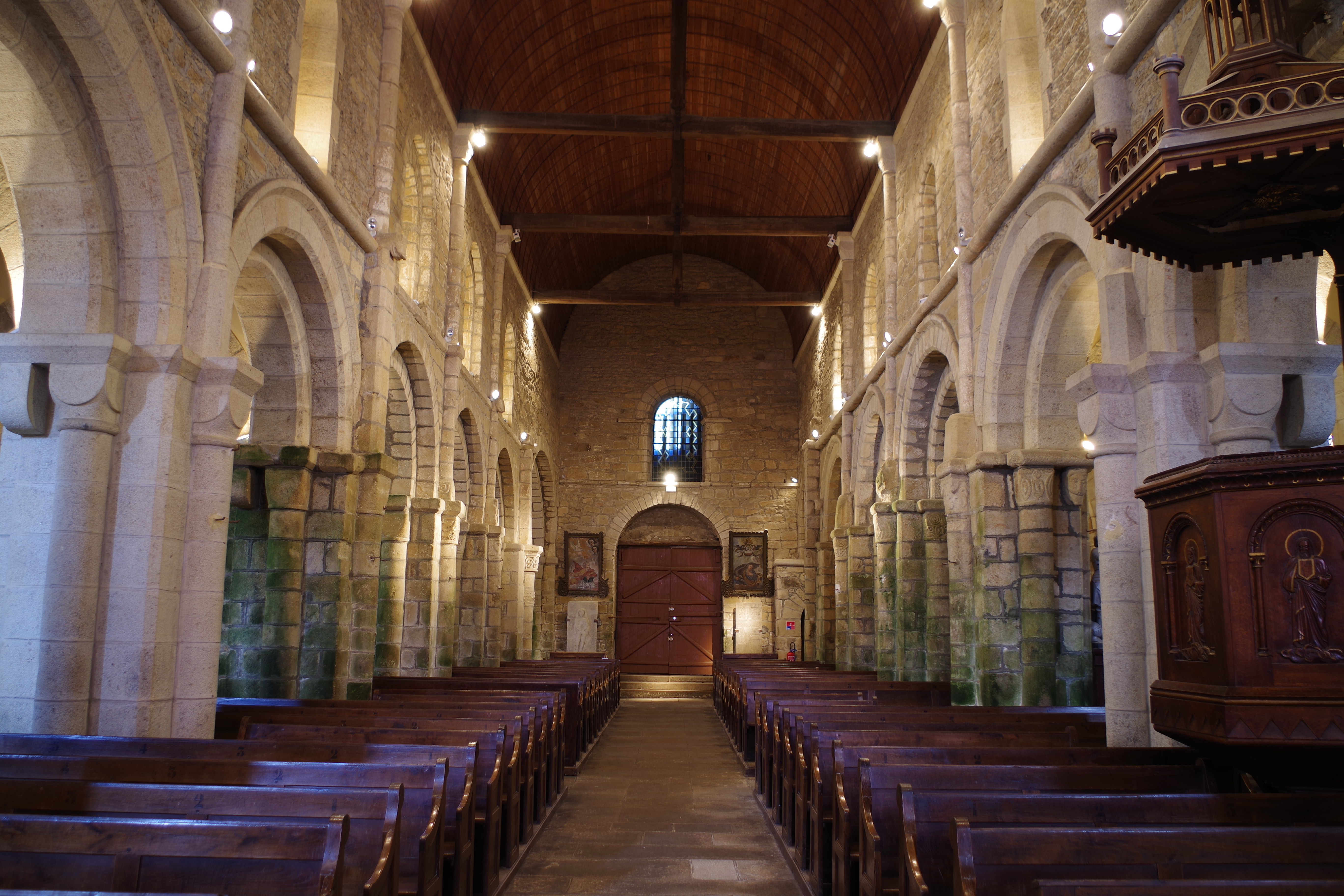
nef
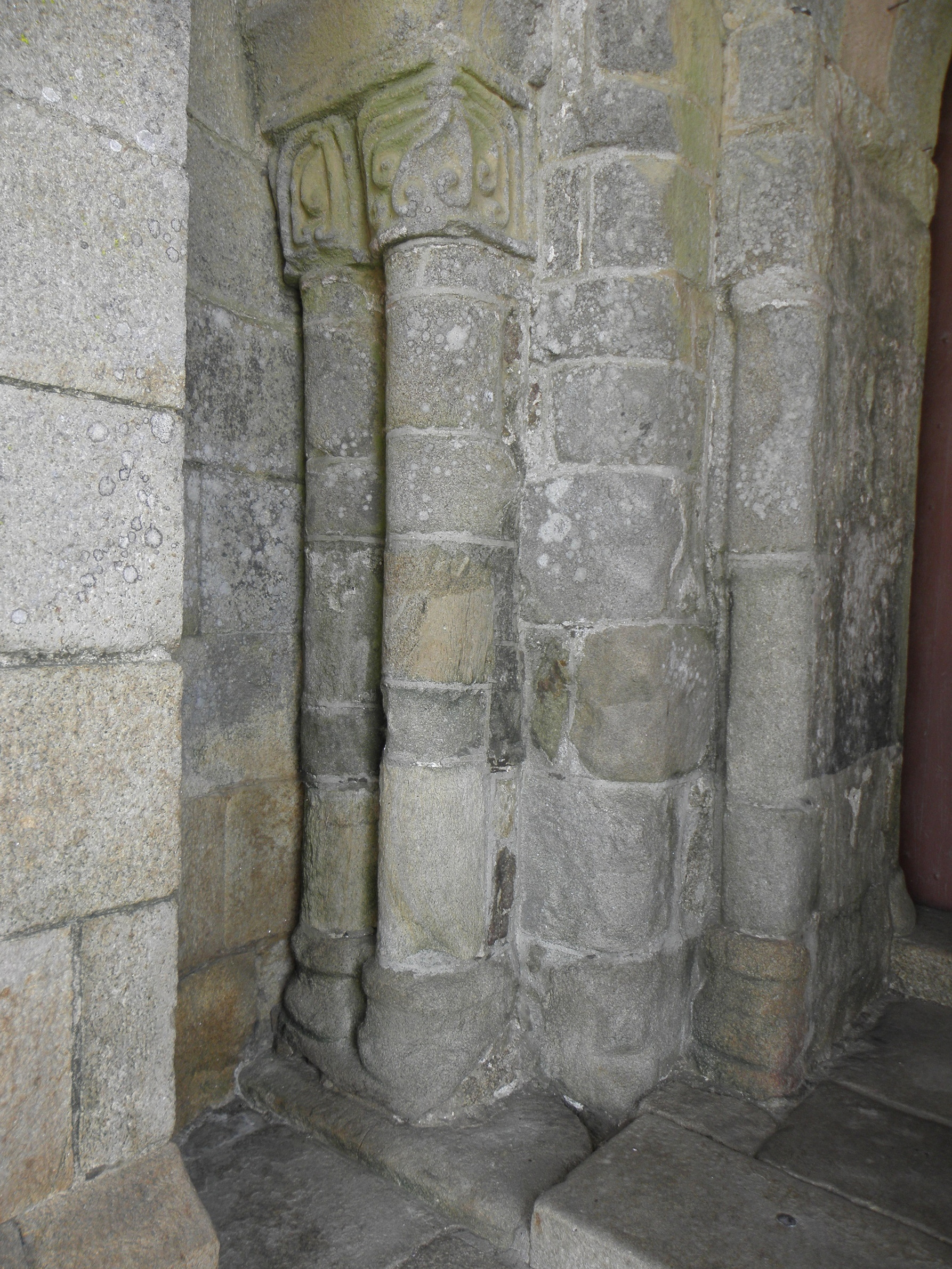
Colonnes du portail

#### Chapiteaux
Les chapiteaux romans sont répartis sur les huit colonnes des quatre premières travées occidentales. Ces chapiteaux sont fréquemment associés à des modillons sculptés. À l'exception d'un chapiteau refait, l'ensemble des chapiteaux et des modillons sont datés du XIIe siècle, ils représentent des visages, des têtes d'animaux, parfois des personnages entiers et pour quelques-uns d'entre eux des scènes historiées.

Chapiteaux romans historiés
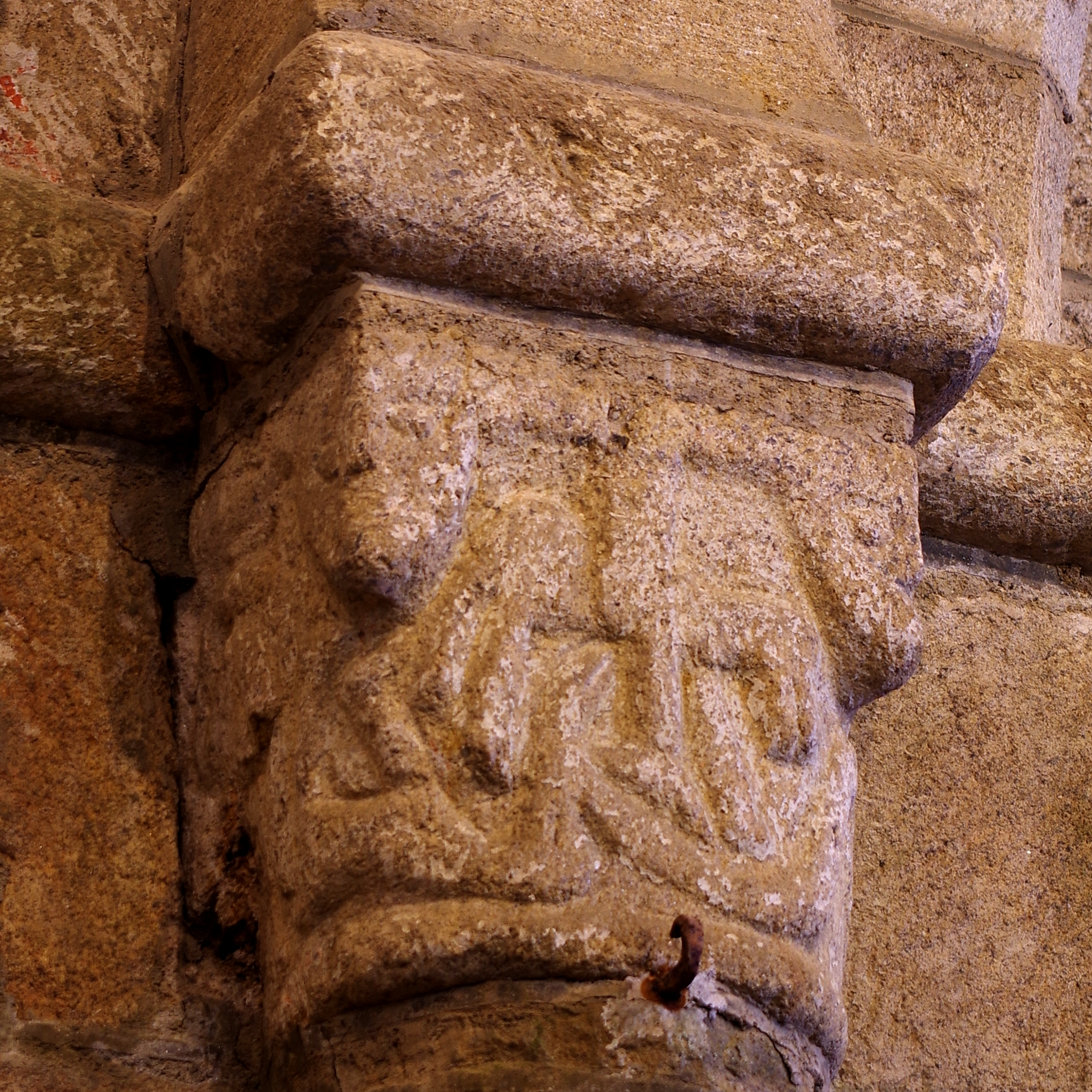
Cavalier
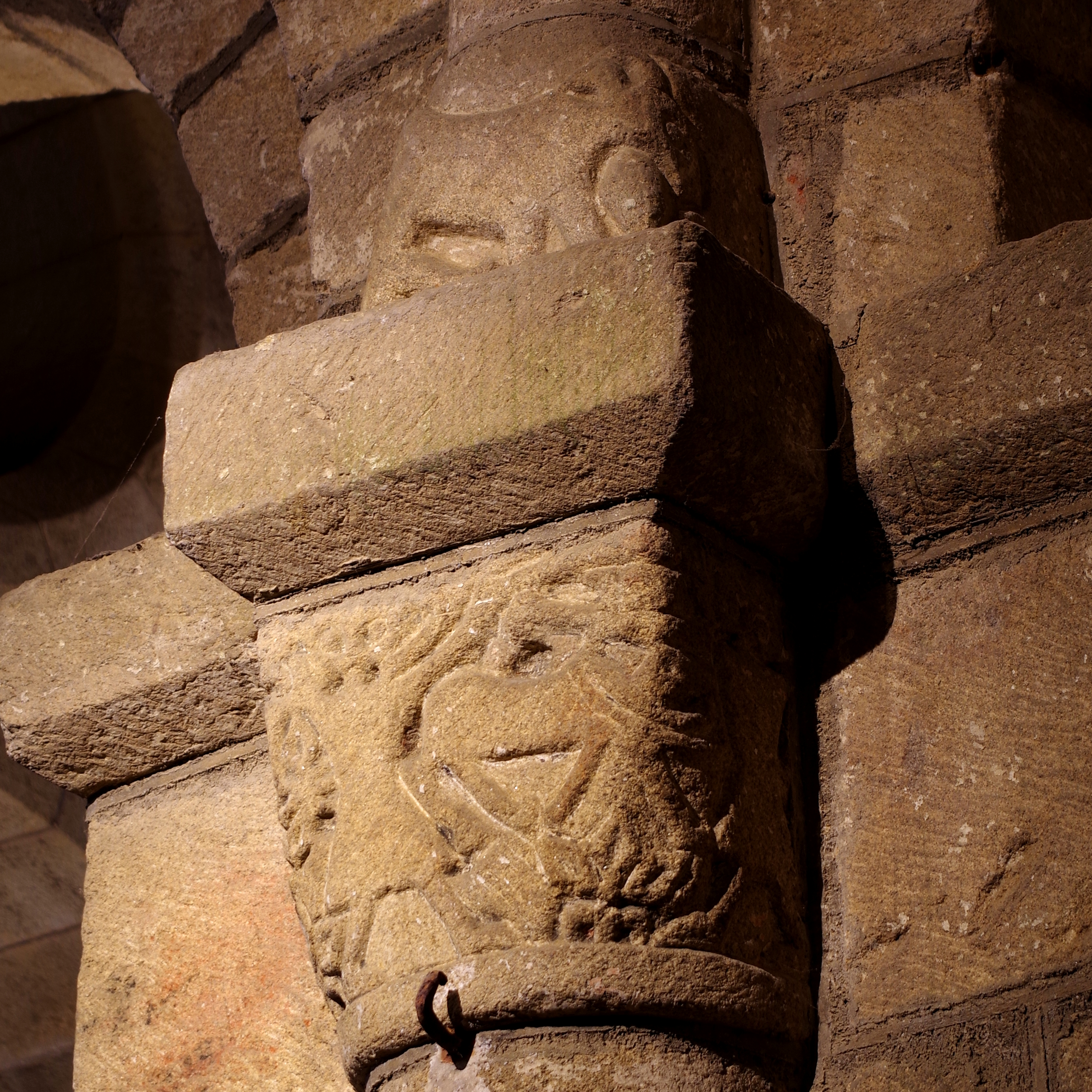
Scène de chasse
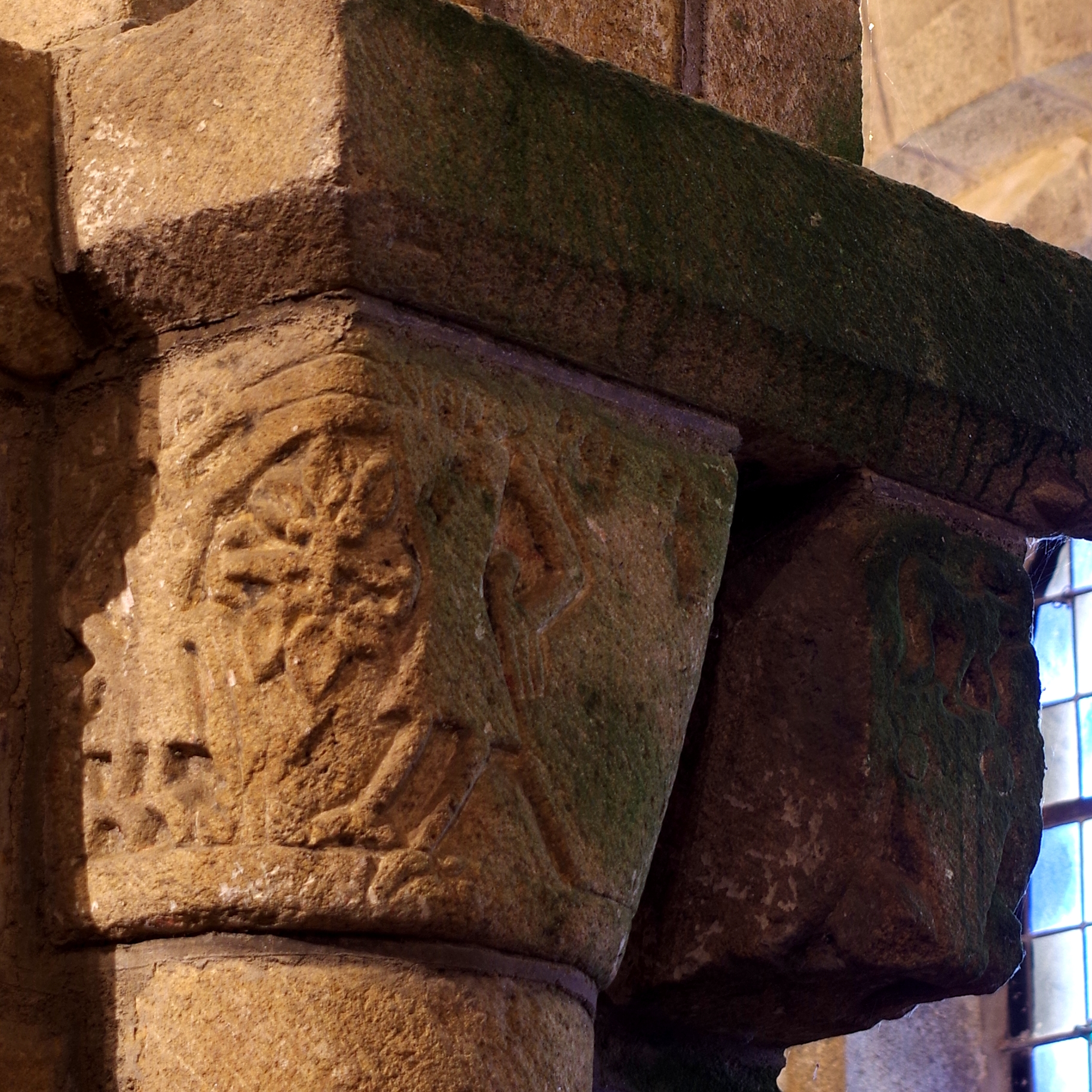
Deux personnages autour d'un motif végétal

Chapiteaux romans à motifs animaliers
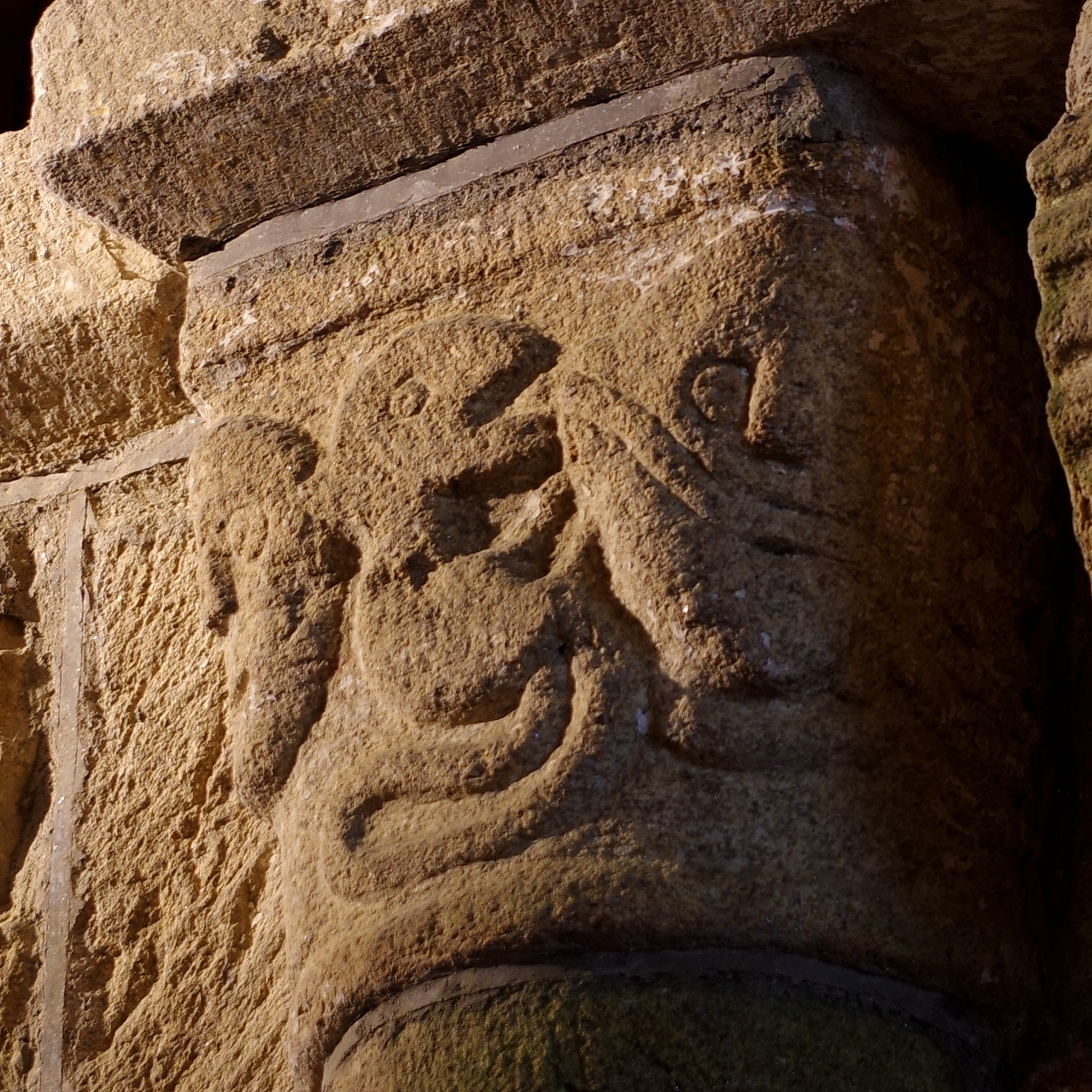
Dragon et visages humains
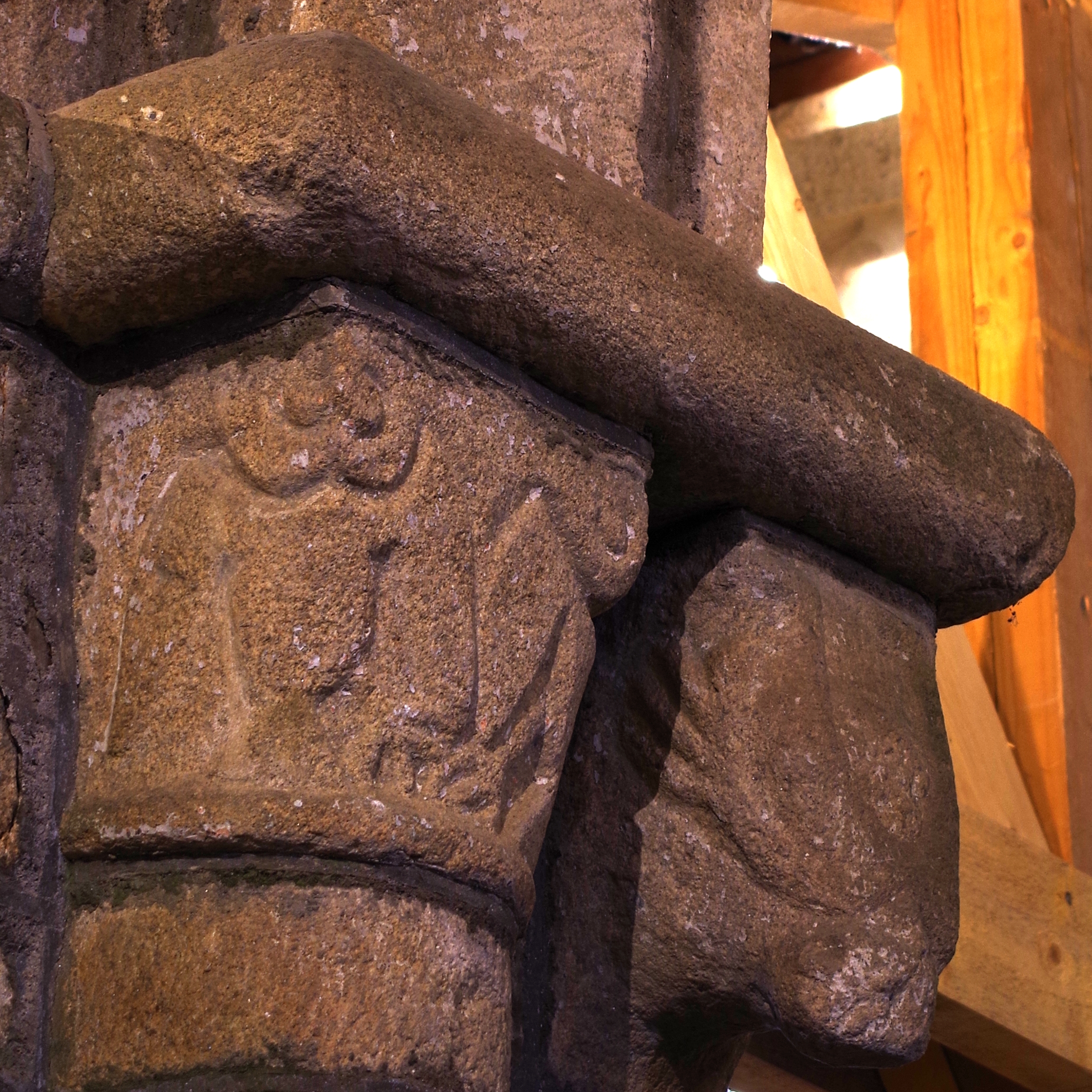
Hiboux affrontés
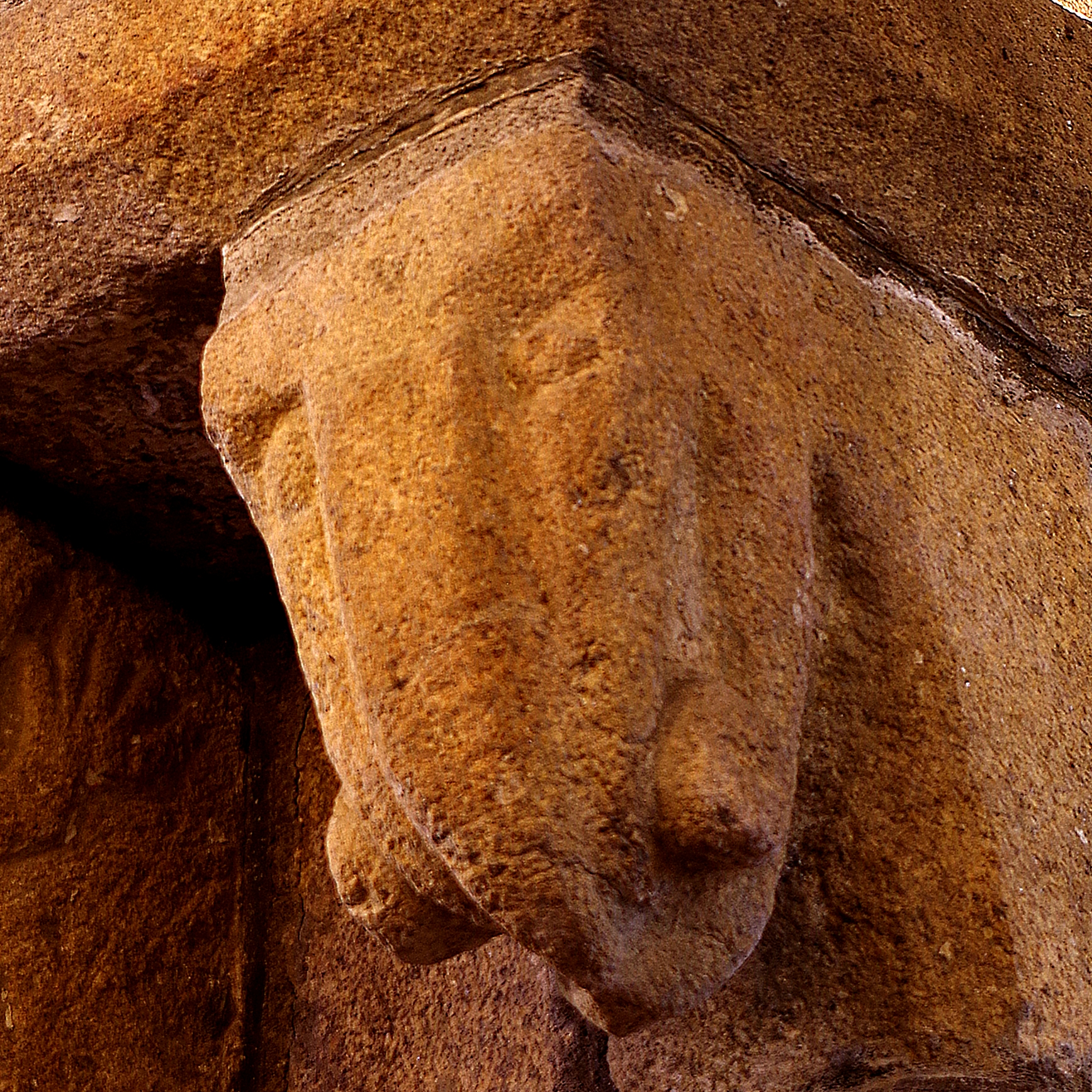
Tête d'éléphant (modillon)

Chapiteaux et modillons à personnages
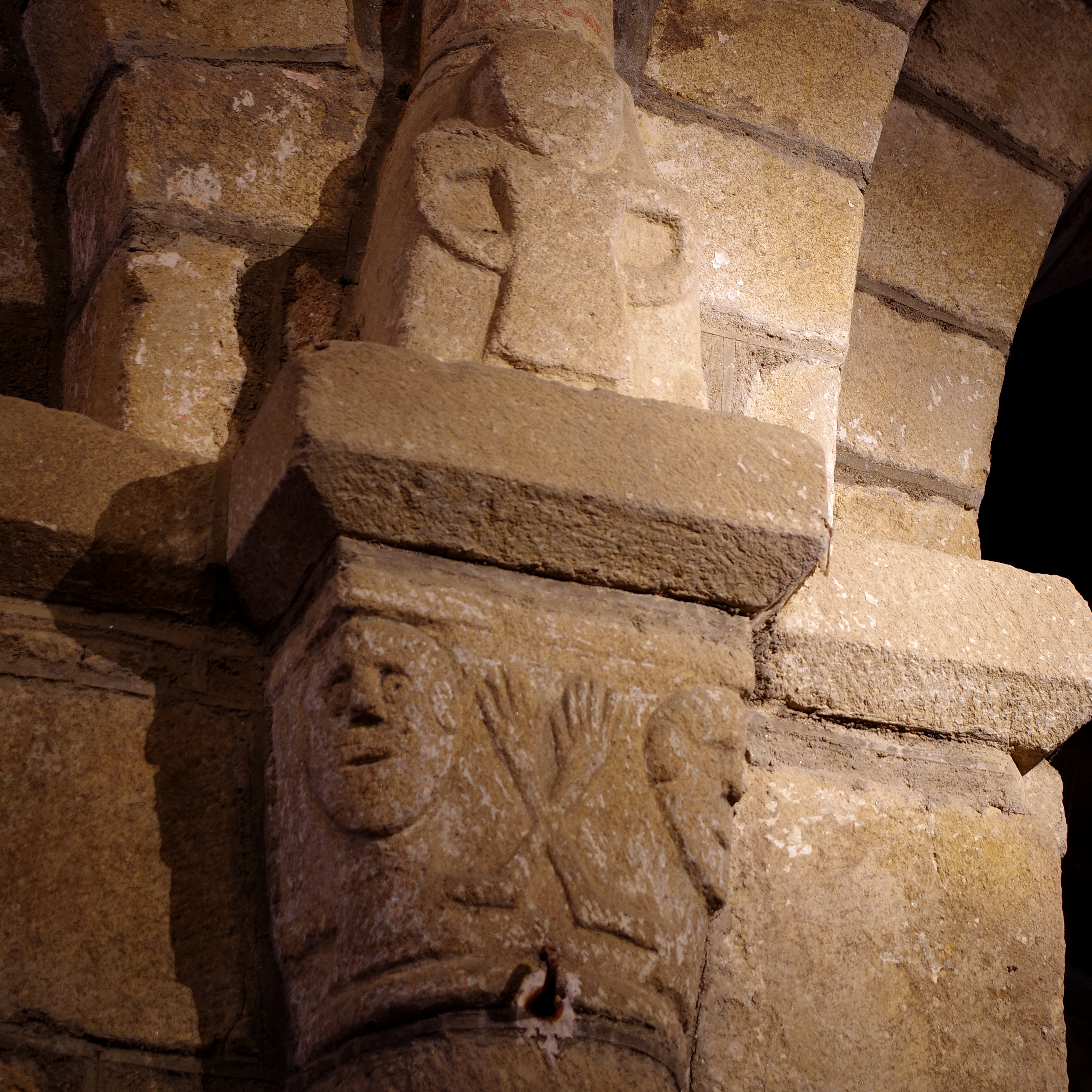
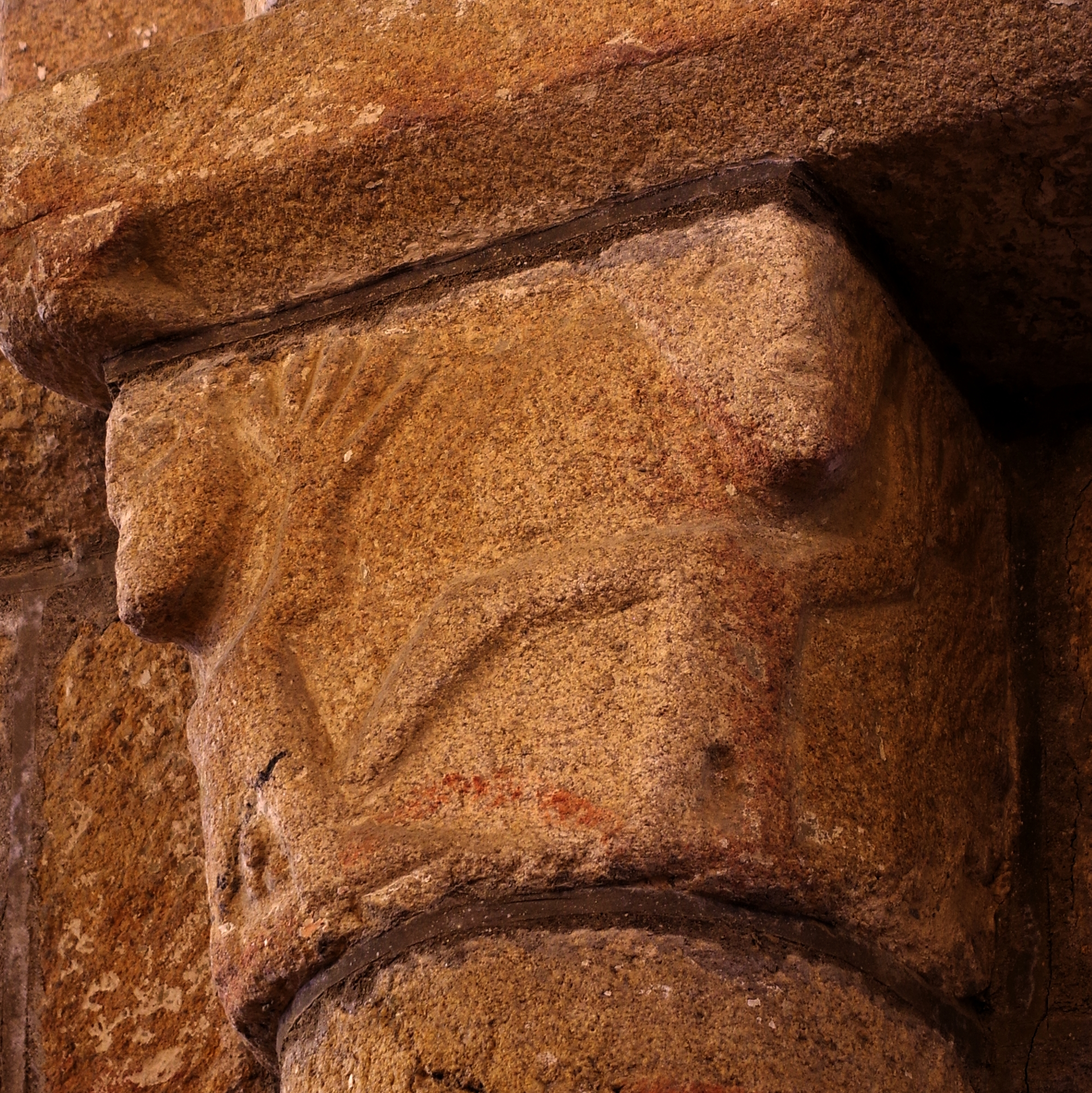
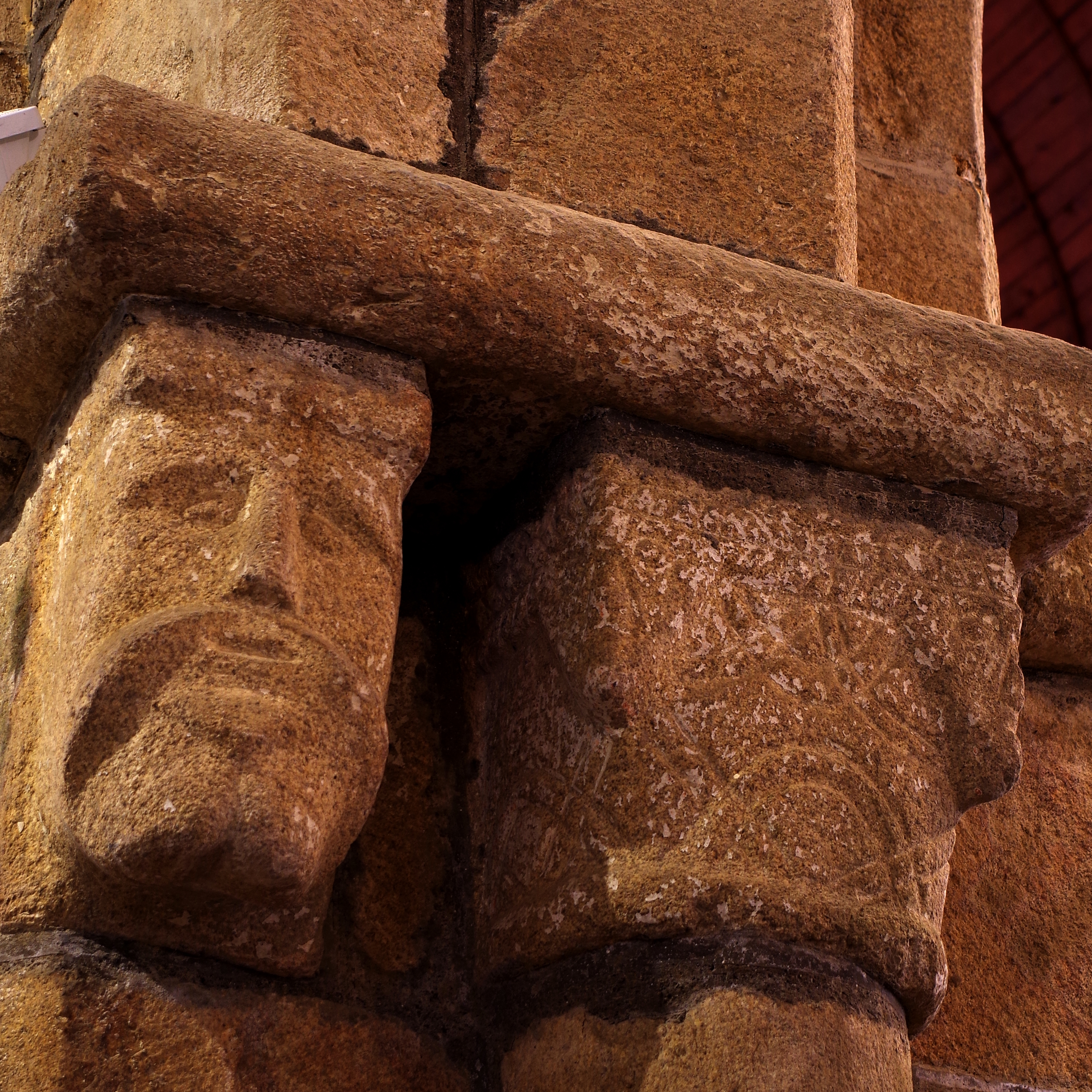
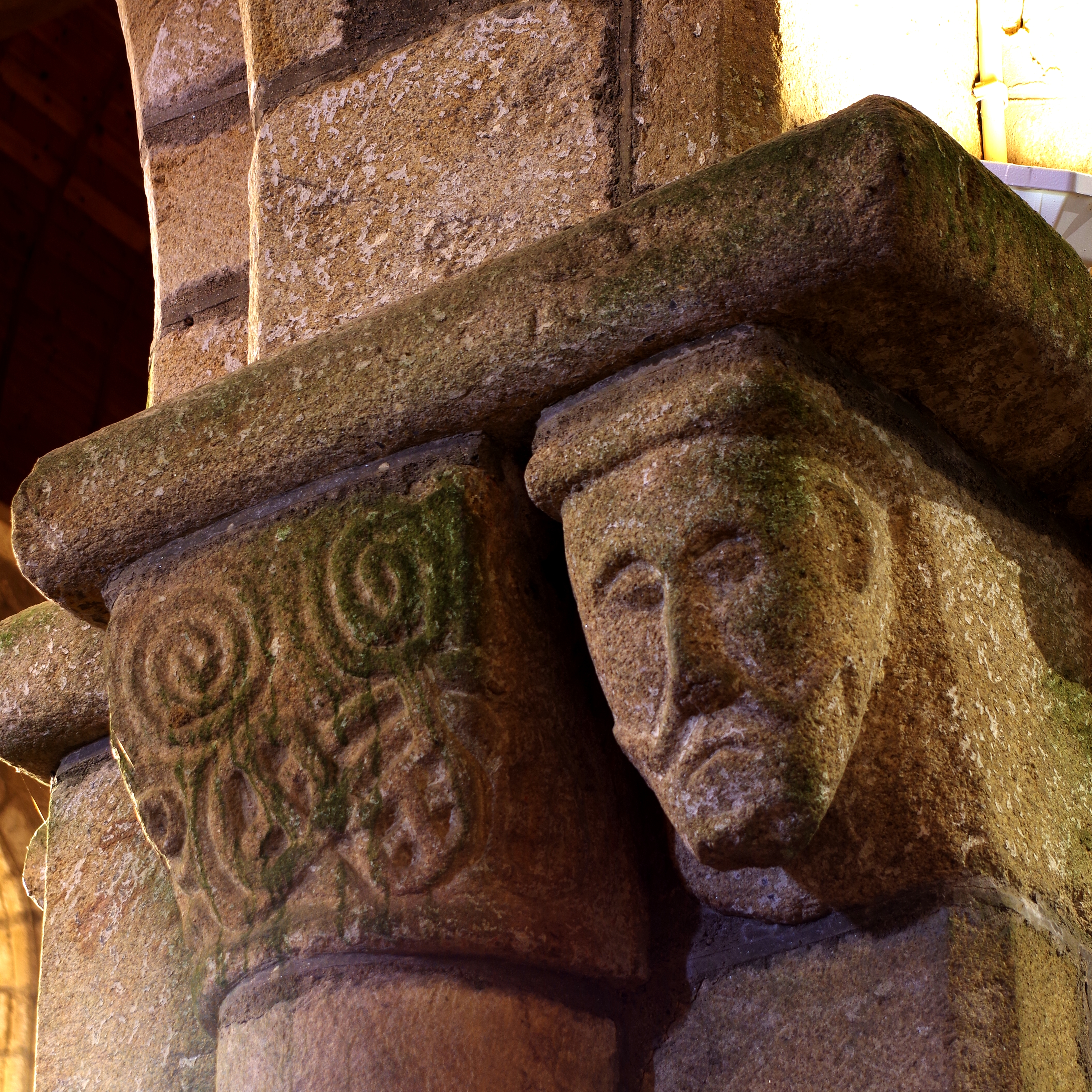

## Vitraux
Le chœur est orné de vitraux dont l'un est signé A. Laigneau de Saint-Brieuc et aurait été réalisé en 1883.

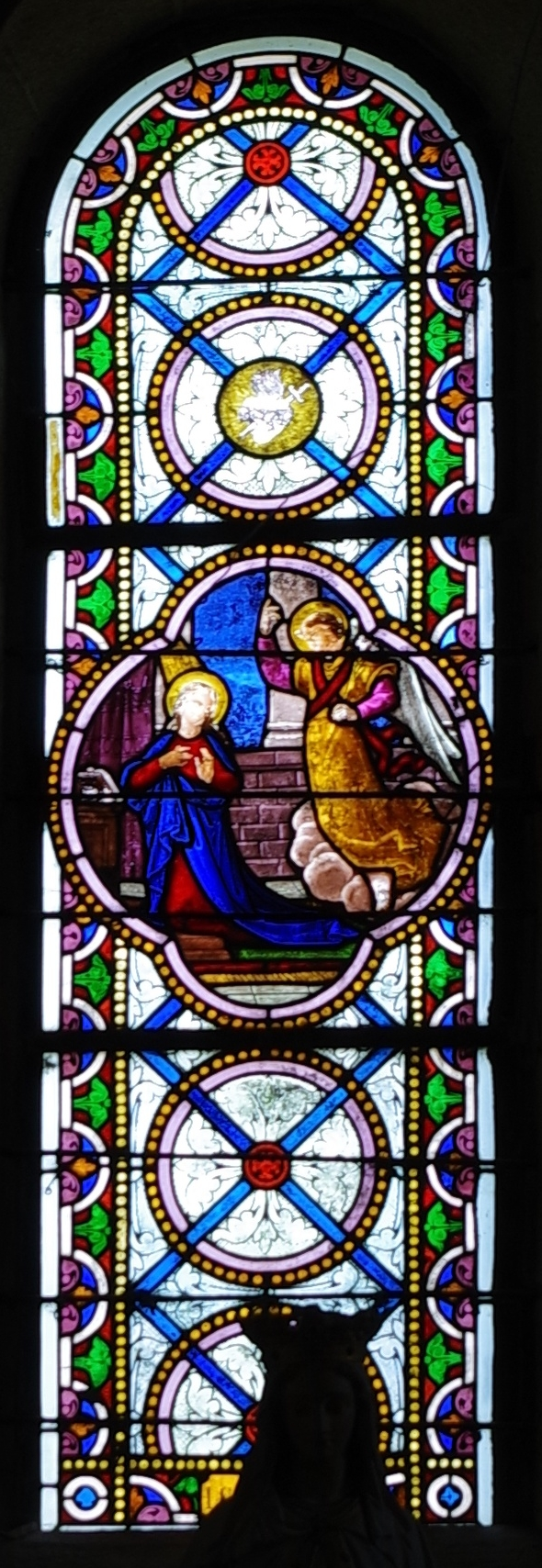
Annonciation
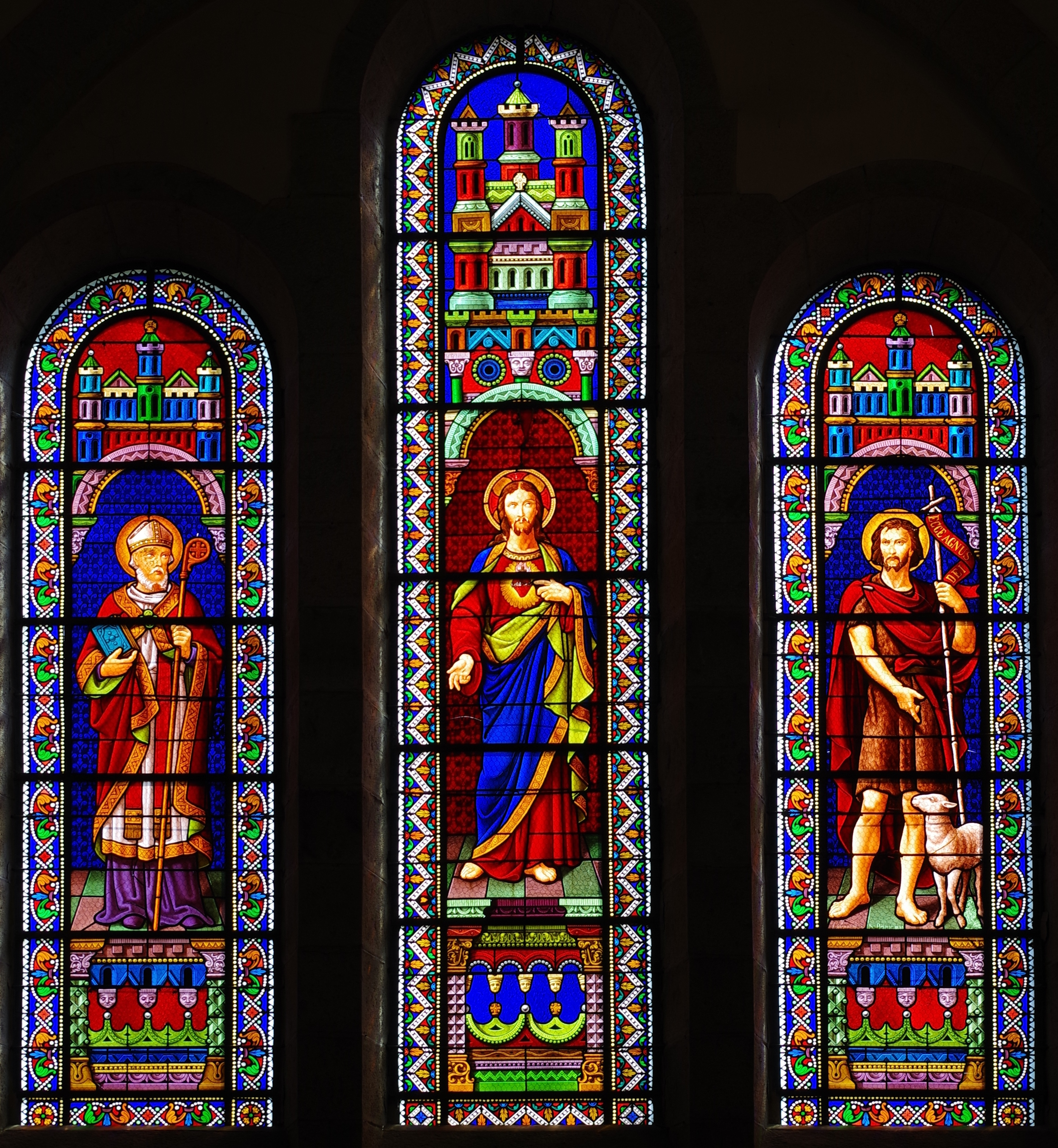
Un évêque, le Sacré-cœur de Jésus et Saint-Jean-Baptiste
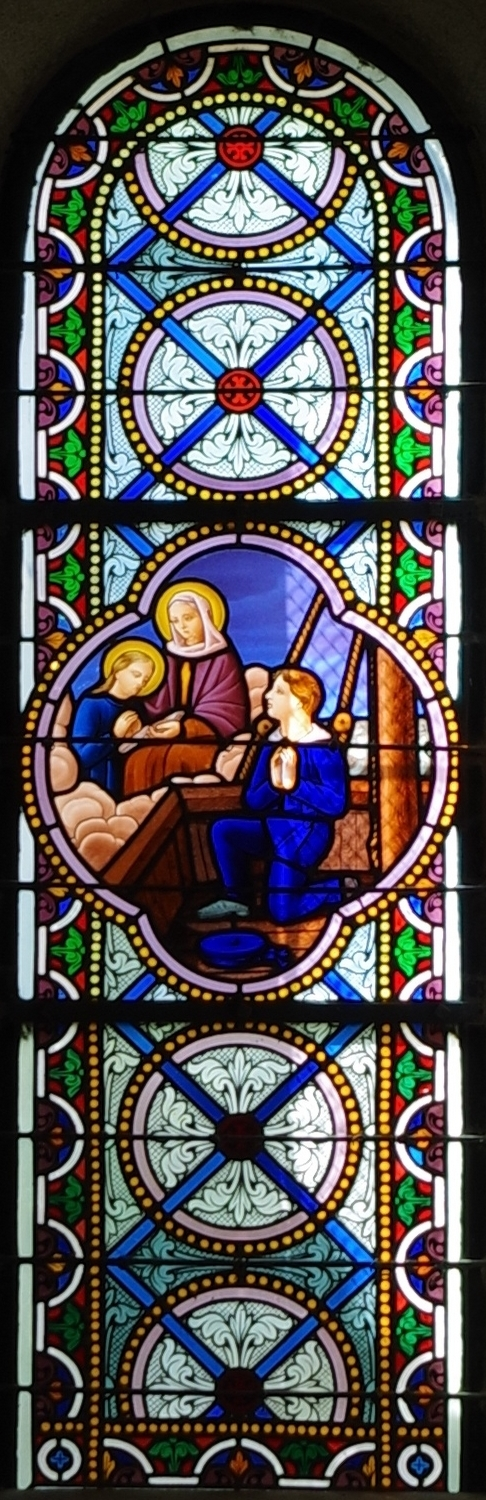
Marin priant Sainte-Anne et la vierge (scène de l'éducation de la vierge)